# Ernst Zindel
Ernst Zindel (ur. 23 stycznia 1897 w Mistelbach, zm. 10 października 1978 w Bad Homburg vor der Höhe) – niemiecki inżynier i konstruktor lotniczy, wieloletni pracownik wytwórni Junkers, budowniczy samolotu Junkers Ju 52 (zwanego „ciotka Ju”). Znany ze swoich nowatorskich rozwiązań konstrukcyjnych, które wprowadzał do przemysłu lotniczego.

## Życiorys
Brał udział w I wojnie światowej. Został ciężko ranny w 1916. Po zwolnieniu ze służby rozpoczął studia techniczne w Berlinie. Od 1 października 1920 roku rozpoczął pracę w firmie Hugo Junkersa. Pięć lat później, mając 28 lat został szefem biura konstrukcyjnego. Pozostał w firmie mimo przejęcia jej przez państwo i odsunięcia Junkersa od zarządzania przedsiębiorstwem przez nazistów. Stale awansował, w 1932 został głównym dyrektorem, rok później prokurentem Junkers Flugzeugwerk AG i dyrektorem konstrukcyjnym, a w czasie II wojny światowej szefem działu obronnego koncernu.